# 小川嶺
小川 嶺（おがわ りょう、1997年4月13日 - ）は、日本の実業家。株式会社タイミー代表取締役。Forbes 30 under 30 Asia選出。Forbes JAPAN「日本の起業家ランキング2024」第2位選出。

## 経歴
東京都出身。2015年立教新座高等学校卒業。高校時代には生徒会長を経験し、株式会社oneboxでインターンを始める。立教大学では、学生団体RBSA（起業家育成団体）を立ち上げる。2016年度の慶應ビジネスコンテスト (KBC) で優勝し、創業メンバーと共にシリコンバレーにわたり2017年に株式会社レコレを設立。2018年に株式会社タイミーへ社名変更。これまでにJAFCOやサイバーエージェントを筆頭に金融機関からの借入を含む累計調達額は約403億円の資金調達を⾏っている。50を超える様々なイベントでの登壇実績があり、九州大学非常勤講師を務めていた。
2025年6月6日、プロバスケットボールBリーグ・レバンガ北海道の株式の過半数を取得し新たにオーナーとして運営に参画することを発表した。

## 人物
将棋は認定3段の腕前。父は立教大学出身のNTT社員、祖父は製薬会社の役員、曽祖父は明治時代から東京都港区（旧：芝区）に本社を持つ「小川乳業」という牧場事業を経営していた。なお、小川によれば「福沢諭吉とのツーショット写真もあり、国からも認められるような大企業だった」という。祖父からは「常に謙虚であれ」と言われてきた。